# Adam Mickiewicz-monument (Gorzów Wielkopolski)

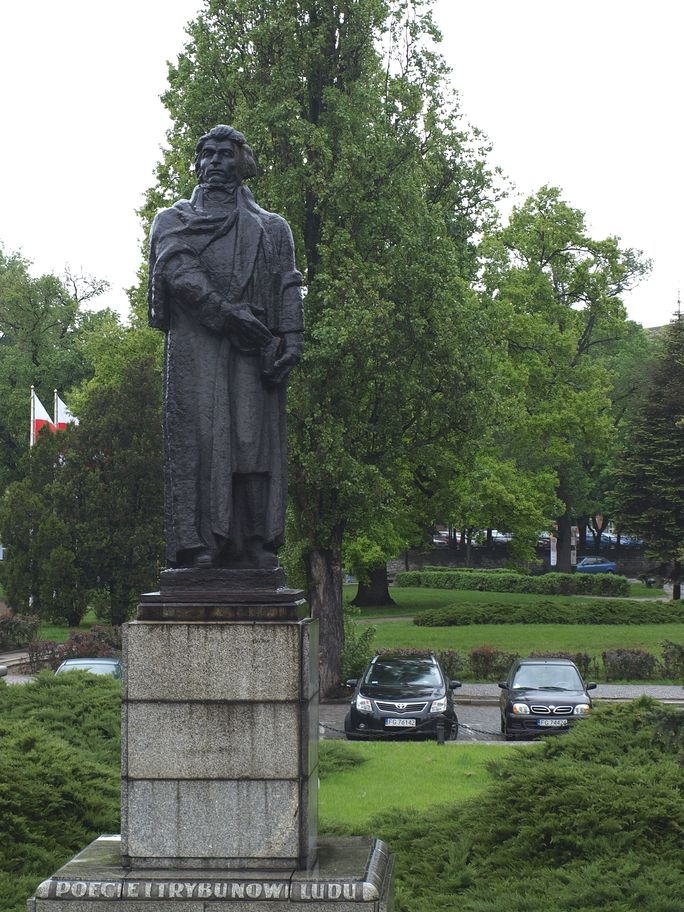
Het Adam Mickiewicz-monument.

Het Adam Mickiewicz-monument is een standbeeld van de 19e-eeuwse Poolse dichter Adam Mickiewicz dat sinds 15 december 1957 in de Poolse stad Gorzów Wielkopolski staat. Het is gemaakt door de Poolse kunstenaar Józef Gosławski.

## Galerij

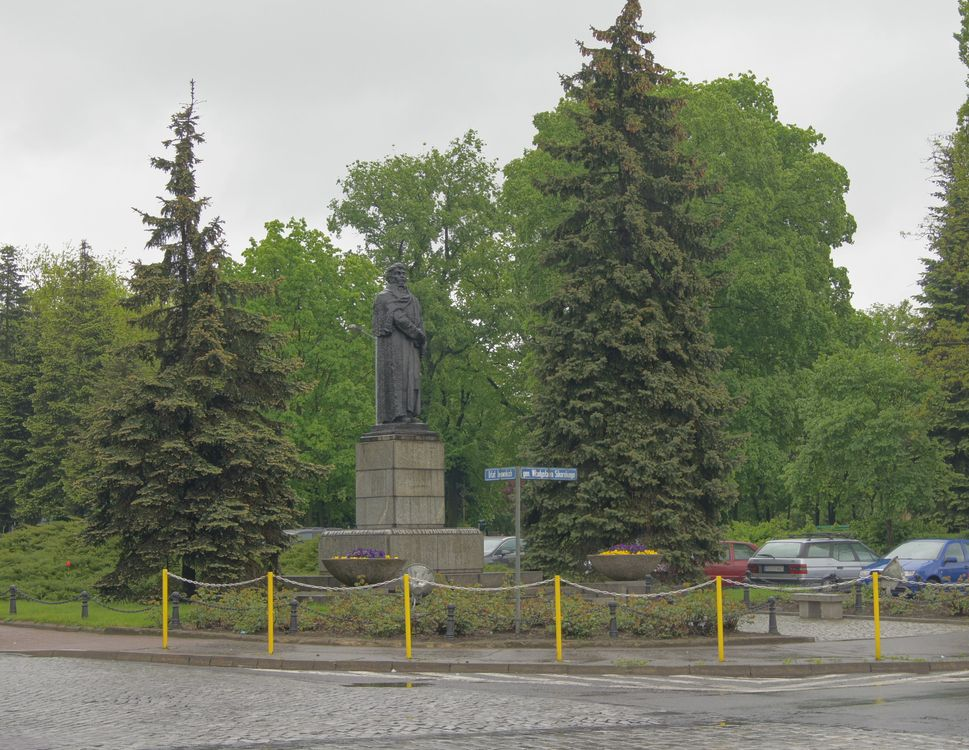
Vanuit de verte.
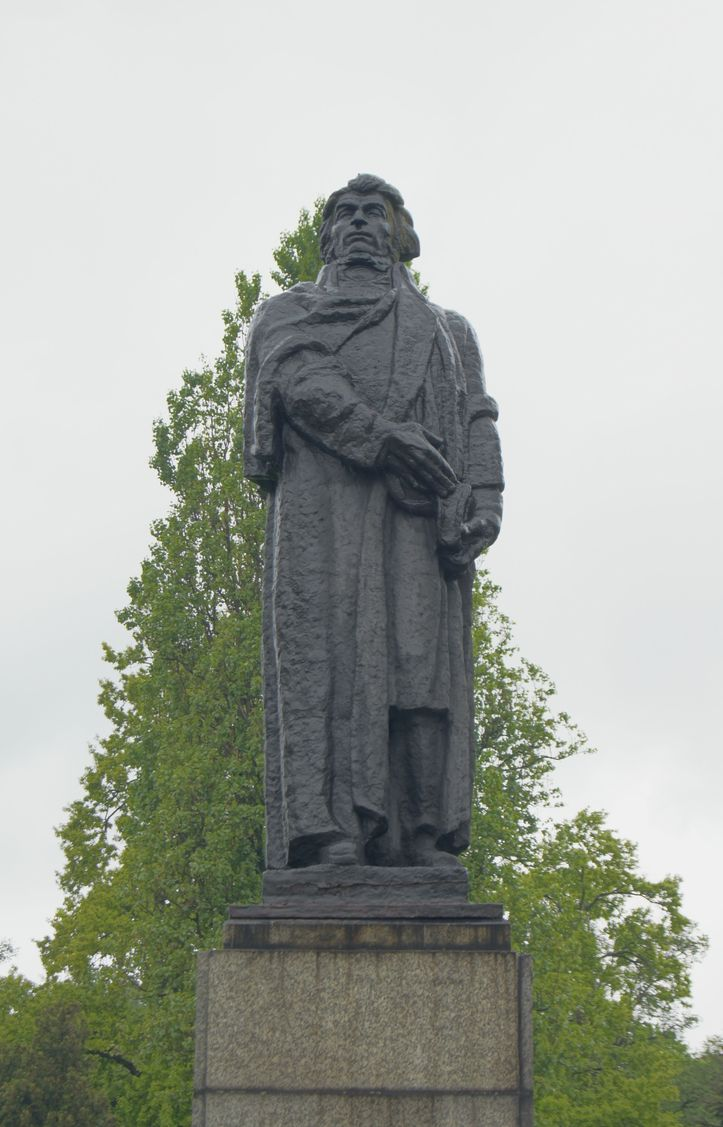
Het standbeeld van Adam Mickiewicz.
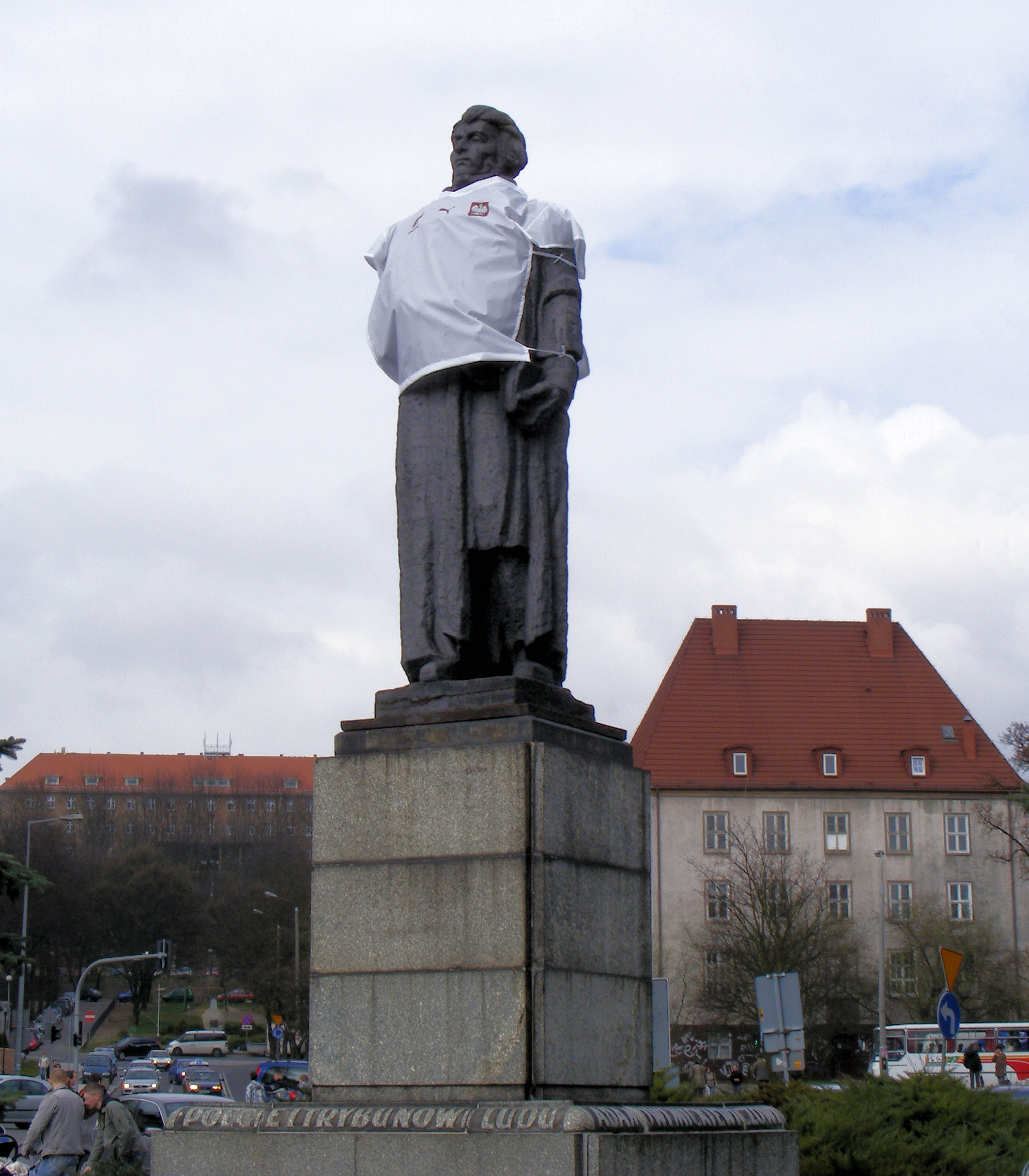
Het standbeeld met een T-shirt van de Poolse nationale ploeg.
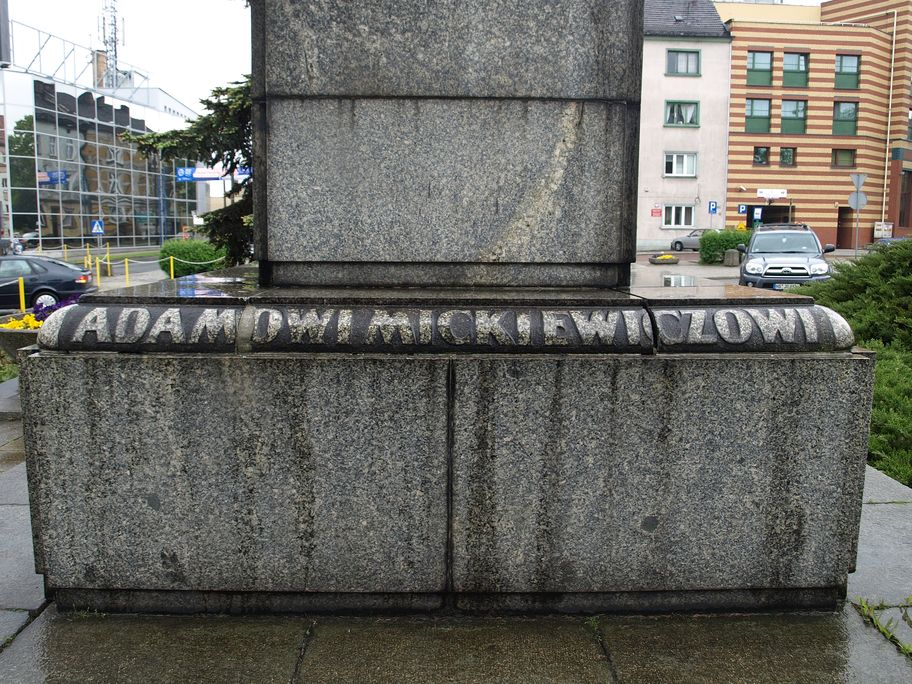
Een deel van de inscriptie op het voetstuk.